# Musculus adductor magnus
De musculus adductor magnus of grote dijadductor is een spier in de binnenzijde van het bovenbeen die van het schaambeen naar de achterzijde van het dijbeen loopt. Het bovenste deel wordt wel als afzonderlijke spier beschouwd, de musculus adductor minimus.
Zoals de naam al zegt behoort deze spier tot de adductoren van het bovenbeen, de mens heeft er daar drie van. Hoefdieren hebben maar een adductor van het bovenbeen, die bij hun daarom alleen musculus adductor wordt genoemd.